# Rich Pilon
Richard "Rich" Pilon, född 30 april 1968, är en kanadensisk före detta professionell ishockeyback som tillbringade 14 säsonger i den nordamerikanska ishockeyligan National Hockey League (NHL), där han spelade för New York Islanders, New York Rangers och St. Louis Blues. Han producerade 77 poäng (åtta mål och 69 assists) samt drog på sig 1 745 utvisningsminuter på 631 grundspelsmatcher. Pilon spelade också för Capital District Islanders i American Hockey League (AHL); Salt Lake Golden Eagles i International Hockey League (IHL) samt Prince Albert Raiders i Western Hockey League (WHL).
Han draftades av New York Islanders i sjunde rundan i 1986 års draft som 143:e spelaren totalt.
Pilon står faktiskt som staty utanför inomhusarenan PPG Paints Arena i Pittsburgh, Pennsylvania i USA. Statyn går under namnet Le Magnifique och är tillägnad Mario Lemieux, som spelade i Pittsburgh Penguins under hela sin spelarkarriär och anses vara en av NHL:s bästa spelare genom tiderna. Le Magnifique visar en sekvens där Lemieux har pucken och har fintat bort Pilon och Pilons lagkamrat Jeff Norton, som är bakom Lemieux. Sekvensen är tagen från en grundspelsmatch mellan Pittsburgh Penguins och New York Islanders den 20 december 1988.
Han är far till Garrett Pilon, som spelar själv i NHL.

## Statistik
| 1984–1985  | Prince Albert Raiders U18  | SMAAAHL    | 26  | 3  | 11 | 14 | 41   | —  | — | —  | —  | —  |
| 1985–1986  | Prince Albert Raiders U18  | SMAAAHL    | 35  | 3  | 28 | 31 | 142  | —  | — | —  | —  | —  |
|            | Prince Albert Raiders      | WHL        | 6   | 0  | 0  | 0  | 0    | 5  | 0 | 1  | 1  | 10 |
| 1986–1987  | Prince Albert Raiders      | WHL        | 68  | 4  | 21 | 25 | 192  | 7  | 1 | 6  | 7  | 17 |
| 1987–1988  | Prince Albert Raiders      | WHL        | 65  | 13 | 34 | 47 | 177  | 9  | 0 | 6  | 6  | 38 |
| 1988–1989  | New York Islanders         | NHL        | 62  | 0  | 14 | 14 | 242  | —  | — | —  | —  | —  |
| 1989–1990  | New York Islanders         | NHL        | 14  | 0  | 2  | 2  | 31   | —  | — | —  | —  | —  |
| 1990–1991  | New York Islanders         | NHL        | 60  | 1  | 4  | 5  | 126  | —  | — | —  | —  | —  |
| 1991–1992  | New York Islanders         | NHL        | 65  | 1  | 6  | 7  | 183  | —  | — | —  | —  | —  |
| 1992–1993  | New York Islanders         | NHL        | 44  | 1  | 3  | 4  | 164  | 15 | 0 | 0  | 0  | 50 |
|            | Capital District Islanders | AHL        | 6   | 0  | 1  | 1  | 8    | —  | — | —  | —  | —  |
| 1993–1994  | New York Islanders         | NHL        | 28  | 1  | 4  | 5  | 75   | —  | — | —  | —  | —  |
|            | Salt Lake Golden Eagles    | IHL        | 2   | 0  | 0  | 0  | 8    | —  | — | —  | —  | —  |
| 1994–1995  | New York Islanders         | NHL        | 20  | 1  | 1  | 2  | 40   | —  | — | —  | —  | —  |
| 1995–1996  | New York Islanders         | NHL        | 27  | 0  | 3  | 3  | 72   | —  | — | —  | —  | —  |
| 1996–1997  | New York Islanders         | NHL        | 52  | 1  | 4  | 5  | 179  | —  | — | —  | —  | —  |
| 1997–1998  | New York Islanders         | NHL        | 76  | 0  | 7  | 7  | 291  | —  | — | —  | —  | —  |
| 1998–1999  | New York Islanders         | NHL        | 52  | 0  | 4  | 4  | 88   | —  | — | —  | —  | —  |
| 1999–2000  | New York Islanders         | NHL        | 9   | 0  | 2  | 2  | 34   | —  | — | —  | —  | —  |
|            | New York Rangers           | NHL        | 45  | 0  | 4  | 4  | 36   | —  | — | —  | —  | —  |
| 2000–2001  | New York Rangers           | NHL        | 69  | 2  | 9  | 11 | 175  | —  | — | —  | —  | —  |
| 2001–2002  | St. Louis Blues            | NHL        | 8   | 0  | 2  | 2  | 9    | —  | — | —  | —  | —  |
| NHL totalt | NHL totalt                 | NHL totalt | 631 | 8  | 69 | 77 | 1745 | 15 | 0 | 0  | 0  | 50 |
| WHL totalt | WHL totalt                 | WHL totalt | 139 | 17 | 55 | 72 | 369  | 21 | 1 | 13 | 14 | 65 |